# Юрика (окръг)
Вижте пояснителната страница за други значения на Юрика.
Окръг Юрика (на английски: Eureka County) е окръг в щата Невада, Съединени американски щати. Площта му е 10 816 km², а населението – 1917 души (2016). Административен център е град Юрика.